# Sistema saturniano

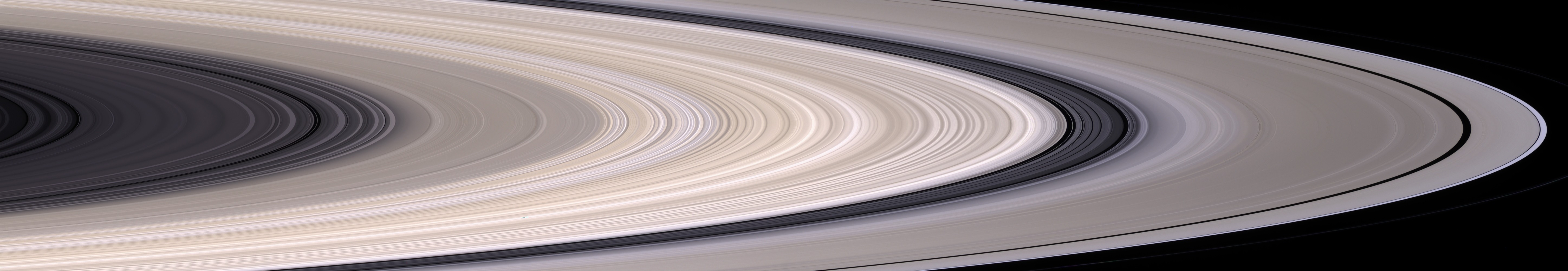
Essa imagem mostra os anéis de Saturno que fazem parte do sistema saturniano.

O sistema saturniano é um conjunto de anéis e luas que orbitam o palenta Saturno. Esse sistema existe mais anéis e luas do que em qualquer outro planeta do sistema solar. No sistema saturniano existe gigantescas luas, uma delas é Titã. Acredita-se que o sistema saturniano foi formado junto com o planeta saturno. Os anéis surgiram depois que meteoros se chocaram contra os satélites naturais e se soltou pedaços de terra e gelo para o espaço.